# Haliburton—Kawartha Lakes—Brock (circonscription provinciale)
Circonscription électorale provinciale du Canada
Haliburton—Kawartha Lakes—Brock (auparavant  Haliburton—Victoria—Brock) est une circonscription provinciale de l'Ontario représentée à l'Assemblée législative de l'Ontario depuis 1999.
La circonscription au nord-est de Toronto englobe une région entre le lac Simcoe et la ville de Peterborough, se constituant du comté de Haliburton, la ville de Kawartha Lakes, et quatre cantons d'autres comtés
Les circonscriptions limitrophes sont Durham, York—Simcoe, Simcoe-Nord, Parry Sound—Muskoka, Nipissing, Renfrew—Nipissing—Pembroke, Hastings—Lennox and Addington, Peterborough—Kawartha et Northumberland—Peterborough-Sud.

## Historique
| Législature | Années        | Député       | Député        | Parti                     |
| --- | ------------- | ------------ | ------------- | ------------------------- |
| Haliburton—Victoria—Brock Circonscription issue de Victoria—Haliburton, Durham-Est, Durham—York et Hastings—Peterborough |               |              |               |                           |
| 37e | 1999-2003     |              | Chris Hodgson | Progressiste-conservateur |
| 38e | 2003-2007     | Laurie Scott |               | Progressiste-conservateur |
| Haliburton—Kawartha Lakes—Brock                                                                                          |               |              |               |                           |
| 39e | 2007-2009     |              | Laurie Scott  | Progressiste-conservateur |
| 39e | 2009-2011     |              | Rick Johnson  | Libéral                   |
| 40e | 2011-2014     |              | Laurie Scott  | Progressiste-conservateur |
| 41e | 2014-2018     |              | Laurie Scott  | Progressiste-conservateur |
| 42e | 2018-2022     |              | Laurie Scott  | Progressiste-conservateur |
| 43e | 2022–2025     |              | Laurie Scott  | Progressiste-conservateur |
| 44e | 2025–en cours |              | Laurie Scott  | Progressiste-conservateur |

### Élection partielle de mars 2019
La députée Laurie Scott démissionne de son porte en janvier 2009 pour permettre au chef du Parti progressiste-conservateur de faire son entrée à l'Assemblée législative.

## Circonscription fédérale
Depuis les élections provinciales ontariennes du 4 octobre 2007, l'ensemble des circonscriptions provinciales et des circonscriptions fédérales sont identiques.